# Sing Out!
『Sing Out!』（シング アウト）は、日本の女性アイドルグループ乃木坂46の楽曲。2019年5月29日に乃木坂46の23作目のシングルとしてN46Div.から発売された。秋元康が作詞、Ryota SaitoとTETTAが作曲した。楽曲のセンターポジションは齋藤飛鳥が務めた。第61回日本レコード大賞優秀作品賞受賞曲。

## 背景とリリース
Blu-ray付属のType-A・B・C・D、CDのみの通常盤の5形態で発売。特典として、Type-A〜Dには「全国握手会参加券 or スペシャルプレゼント応募券」および生写真1枚が封入される。前作「帰り道は遠回りしたくなる」から約6か月ぶりのシングルで、前作からのスパンは19th「いつかできるから今日できる」～20th「シンクロニシティ」間と並び過去最長（28週）。また、元号が令和となってから初のシングル。
本作の発売は2019年3月31日にインテックス大阪で開催された全国握手会において発表され、4月15日放送の『乃木坂工事中』（テレビ愛知）で選抜メンバーおよびフォーメーションが発表された。4月21日にタイトルが発表された。4月25日にはソニー・ミュージックエンタテインメント本社で乃木坂46にとって初となるマスコミ向けの視聴会が行われた。4月27日に表題曲「Sing Out!」を含む本作の収録内容が公式サイトにおいて解禁された。楽曲は5月1日にメンバーの新内眞衣がメインパーソナリティを務める『乃木坂46のオールナイトニッポン』（ニッポン放送）で初解禁され、5月3日にミュージック・ビデオのフルサイズが公開された。
楽曲は「みんなで歌う喜び」「クラップをして曲を楽しむ」ことがコンセプト。シングル表題曲で、全文字英語表記によるタイトルは初。楽曲はミディアムテンポの明るいナンバーとなっており、クラップやストンプ風な要素が取り入れられた。これまでのグループの楽曲の特徴とは一線を画し、メンバーの歌唱がほぼ全篇にわたって主旋律を奏で、それをクラップ音とアコースティックギターが支え続けるような構成となっている。日刊スポーツは楽曲について「クイーンの「ウィ・ウィル・ロック・ユー」のような力強さと、SMAPの『世界に一つだけの花』のような日本的仲間意識がかけ合わさったような楽曲」と評価している。

## プロモーション
本作の発売を記念し、2019年5月24日・25日・26日に横浜アリーナでアンダーメンバー、4期生、選抜メンバーによるライブが開催された。
- 乃木坂46 23rdシングル「Sing Out!」発売記念ライブ[14]
  - アンダーライブ（2019年5月24日）[14]
  - 4期生ライブ（2019年5月25日）[14]
  - 選抜ライブ（2019年5月26日）[14]

## アートワーク
| Type-A 表 | 齋藤飛鳥                                                                   |
| Type-B 表 | 松村沙友理・新内眞衣・白石麻衣                                             |
| Type-C 表 | 井上小百合・高山一実・桜井玲香・秋元真夏                                   |
| Type-D 表 | 星野みなみ・北野日奈子・堀未央奈・生田絵梨花・梅澤美波・鈴木絢音・佐藤楓   |
| 通常盤 表 | 大園桃子・久保史緒里・伊藤理々杏・与田祐希・岩本蓮加・阪口珠美・渡辺みり愛 |

ジャケット写真のコンセプトは「ダイバーシティ」で、多様性や多面性のあるグループの魅力を引き出すため、初の試みとして5つのグループに分かれタイプごとに異なる5名のカメラマンによって撮影された。「Sing Out!」が5つのグループを繋ぎ、歌の力で思いを届かせ一つになるという意味が込められている。Type-Aはセンターの齋藤飛鳥、Type-Bは26歳以上のメンバー、Type-Cは1993年・1994年生まれの24歳 - 25歳のメンバー、Type-Dは1996年 - 1999年生まれの20歳 - 23歳のメンバー、通常盤は1999年以降に生まれた未成年のメンバーが登場している。カメラマンはType-Aを小見山峻、Type-BをMaciej Kucia、Type-Cを松田恭平、Type-Dを福岡秀敏、通常盤をアシザワシュウが手掛けた。

## チャート成績
本作は2019年6月10日付オリコン週間シングルランキングで推定売上約100万4000枚を記録し、22作連続初登場1位を獲得した。発売初週100万枚超えは20thシングル「シンクロニシティ」、前作「帰り道は遠回りしたくなる」に続き2作連続3作目となった。シングルの通算3作目の初週ミリオンは、AKB48の通算34作に次ぐ歴代2位となる。

## ミュージック・ビデオ
Sing Out!
監督：池田一真、振付：Seishiro
4月上旬に山梨県のスタジオで撮影された。コンセプトは「みんなで歌う喜び」「クラップをして曲を楽しむ」ことで、女性の強さを打ち出すことをメインに、観ている側も笑顔にグッときてしまう映像を目指し制作された。メンバーとダンサーのパフォーマンスによるシンプルな構成となっており、白とグループカラーである紫の衣装をまとったメンバーが、バレエなどの動きを取り入れたダンスを、ロングスカートをひるがえしながら優雅に披露する。振付は「シンクロニシティ」を彷彿とさせるコンテンポラリー・ダンスを基調とする。メンバーは3日間にわたってダンスレッスンを行い、中でもセンターの齋藤飛鳥は撮影の10日前からレッスンがスタートし、何通りものダンスを身につけた上で撮影が行われた。間奏では齋藤のソロダンスパートも存在する。撮影全体の流れを重視するため、ソロやグループでのダンスシーンではワンカット撮影が行われ、間違えることが許されない緊張感の中で撮影が行われた。
Sing Out! 乃木坂工事中Ver.
本シングルのキャンペーンとして『乃木坂工事中』（テレビ愛知）で製作されたもので、同番組の6月3日（2日深夜）放送回で公開された。メンバーが全国各地でロケして集めた日本中のハッピーが詰まったミュージック・ビデオとなっており、同日に公式YouTubeチャンネルでも公開された。
Sing Out! メンバーハッピーVer.
「乃木坂工事中Ver.」の別バージョンで、6月10日に公式YouTubeチャンネルで公開された。メンバーのハッピーが盛りだくさんに詰まったミュージック・ビデオとなっている。
Sing Out! ハッピーリレーVer.
「乃木坂工事中Ver.」の別バージョンで、 6月17日に公式YouTubeチャンネルで公開された。ロケで出会った全国各地の人々やメンバーのハッピーが盛りだくさんに詰まったミュージック・ビデオとなっている。
Sing Out! ハッピー理由Ver.
「乃木坂工事中Ver.」の別バージョンで、6月26日に公式YouTubeチャンネルで公開された。各メンバーが「乃木坂工事中Ver.」でボードに記入していた「ハッピーな出来事」がなぜハッピーだったのかを説明している。1、2列目のメンバー12人による「ハッピー理由Ver.①」と2、3列目のメンバー9人による「ハッピー理由Ver.②」の2種類が公開されている。
のような存在
監督：伊藤衆人
3月下旬に千葉県九十九里浜で撮影された。外に出ることができない男の子・齋藤飛鳥の家に家庭教師として訪れた白石麻衣が、外に出られない理由が心にあると思い、齋藤飛鳥の心を開いて家から出そうと試みるというストーリー仕立てのミュージック・ビデオとなっている。
滑走路
監督：maxilla
4月上旬に都内近郊で撮影された。テーマは「誰もいない街に残された女の子たち」で、撮影したロケ場所はこれまでのアンダーのミュージック・ビデオの中で最多の10ヶ所以上となった。また、誰もいない街を演出するために編集技術で街とメンバーの合成を各所で行っており、どこが合成でどこが合成ではないかを見極めるのも見所となっている。
平行線
監督：泉田岳
4月上旬に茨城県常陸太田市の鯨ヶ丘商店街で撮影された。ひょんなことから人間が入れ替わってしまう現象が起き、大園桃子が与田祐希に、その与田祐希が男性に、久保史緒里がお医者さんに、と次々に入れ替わって誰が誰だかわからなくなり混乱しながらも、元に戻る作戦を練るという、ユーモアたっぷりのミュージック・ビデオに仕上がっている。
4番目の光
監督：月田茂
3月下旬に茨城県で撮影された。コンセプトは「夢が走り始める瞬間」で、センターを務める遠藤さくらを中心に、学校や制服などフレッシュ満載の作品となった。4期生にとって初めてのミュージック・ビデオ撮影ということで、終始緊張感漂う撮影現場となり、ダンスシーンでは予定より1時間ほど多く撮影を行って最後のテイクが採用された。

## メディアでの使用
Sing Out!
日本コカ・コーラ「ファンタ」『ファンタ坂学園 みんなでぶっちゃけボトル』編 CMソング。

## シングル収録トラック

### Type-A
| #         | タイトル                        | 作詞      | 作曲                 | 編曲                 | 時間  |
| --------- | ------------------------------- | --------- | -------------------- | -------------------- | ----- |
| 1.        | 「Sing Out!」                   | 秋元康    | Ryota Saito、TETTA   | 野中“まさ”雄一       | 5:25  |
| 2.        | 「滑走路」                      | 秋元康    | CHOCOLATE MIX        | CHOCOLATE MIX        | 4:14  |
| 3.        | 「のような存在」                | 秋元康    | Akira Sunset、APAZZI | APAZZI、Akira Sunset | 4:07  |
| 4.        | 「Sing Out! off vocal ver.」    |           | Ryota Saito、TETTA   | 野中“まさ”雄一       | 5:25  |
| 5.        | 「滑走路 off vocal ver.」       |           | CHOCOLATE MIX        | CHOCOLATE MIX        | 4:14  |
| 6.        | 「のような存在 off vocal ver.」 |           | Akira Sunset、APAZZI | APAZZI、Akira Sunset | 4:06  |
| 合計時間: | 合計時間:                       | 合計時間: | 合計時間:            | 合計時間:            | 27:31 |

| #         | タイトル                     | 作詞      | 作曲・編曲 | 監督       | 時間  |
| --------- | ---------------------------- | --------- | ---------- | ---------- | ----- |
| 1.        | 「Sing Out! Music Video」    |           |            | 池田一真   | 5:30  |
| 2.        | 「のような存在 Music Video」 |           |            | 伊藤衆人   | 4:30  |
| 3.        | 「4期生個人PV 遠藤さくら」   |           |            | 林希       | 9:46  |
| 4.        | 「4期生個人PV 掛橋沙耶香」   |           |            | 宇野まほみ | 5:55  |
| 5.        | 「4期生個人PV 柴田柚菜」     |           |            | 島田欣征   | 10:08 |
| 6.        | 「4期生個人PV 清宮レイ」     |           |            | 井上康平   | 5:55  |
| 7.        | 「4期生個人PV 矢久保美緒」   |           |            | QuizKnock  | 6:53  |
| 合計時間: | 合計時間:                    | 合計時間: | 48:37      |            |       |

### Type-B
| #         | タイトル                        | 作詞      | 作曲               | 編曲           | 時間  |
| --------- | ------------------------------- | --------- | ------------------ | -------------- | ----- |
| 1.        | 「Sing Out!」                   | 秋元康    | Ryota Saito、TETTA | 野中“まさ”雄一 | 5:25  |
| 2.        | 「滑走路」                      | 秋元康    | CHOCOLATE MIX      | CHOCOLATE MIX  | 4:14  |
| 3.        | 「Am I Loving?」                | 秋元康    | 山田智和           | APAZZI         | 3:53  |
| 4.        | 「Sing Out! off vocal ver.」    |           | Ryota Saito、TETTA | 野中“まさ”雄一 | 5:25  |
| 5.        | 「滑走路 off vocal ver.」       |           | CHOCOLATE MIX      | CHOCOLATE MIX  | 4:14  |
| 6.        | 「Am I Loving? off vocal ver.」 |           | 山田智和           | APAZZI         | 3:52  |
| 合計時間: | 合計時間:                       | 合計時間: | 合計時間:          | 合計時間:      | 27:03 |

| #         | タイトル                   | 作詞      | 作曲・編曲 | 監督               | 時間 |
| --------- | -------------------------- | --------- | ---------- | ------------------ | ---- |
| 1.        | 「Sing Out! Music Video」  |           |            | 池田一真           | 5:30 |
| 2.        | 「滑走路 Music Video」     |           |            | maxilla            | 4:44 |
| 3.        | 「4期生個人PV 賀喜遥香」   |           |            | 福原悠人           | 2:46 |
| 4.        | 「4期生個人PV 金川紗耶」   |           |            | 上田希             | 6:12 |
| 5.        | 「4期生個人PV 北川悠理」   |           |            | オオタシンイチロウ | 9:05 |
| 6.        | 「4期生個人PV 田村真佑」   |           |            | 田村啓介           | 3:59 |
| 7.        | 「4期生個人PV 筒井あやめ」 |           |            | 吉川エリ           | 6:41 |
| 8.        | 「4期生個人PV 早川聖来」   |           |            | 石井克晃           | 8:57 |
| 合計時間: | 合計時間:                  | 合計時間: | 47:54      |                    |      |

### Type-C
| #         | タイトル                     | 作詞      | 作曲               | 編曲           | 時間  |
| --------- | ---------------------------- | --------- | ------------------ | -------------- | ----- |
| 1.        | 「Sing Out!」                | 秋元康    | Ryota Saito、TETTA | 野中“まさ”雄一 | 5:25  |
| 2.        | 「滑走路」                   | 秋元康    | CHOCOLATE MIX      | CHOCOLATE MIX  | 4:14  |
| 3.        | 「平行線」                   | 秋元康    | 近藤圭一           | 近藤圭一       | 3:48  |
| 4.        | 「Sing Out! off vocal ver.」 |           | Ryota Saito、TETTA | 野中“まさ”雄一 | 5:25  |
| 5.        | 「滑走路 off vocal ver.」    |           | CHOCOLATE MIX      | CHOCOLATE MIX  | 4:14  |
| 6.        | 「平行線 off vocal ver.」    |           | 近藤圭一           | 近藤圭一       | 3:47  |
| 合計時間: | 合計時間:                    | 合計時間: | 合計時間:          | 合計時間:      | 26:53 |

| #         | タイトル                     | 作詞      | 作曲・編曲 | 監督     | 時間  |
| --------- | ---------------------------- | --------- | ---------- | -------- | ----- |
| 1.        | 「Sing Out! Music Video」    |           |            | 池田一真 | 5:30  |
| 2.        | 「平行線 Music Video」       |           |            | 泉田岳   | 4:09  |
| 3.        | 「しかちゃんの動画（上編）」 |           |            |          | 56:54 |
| 合計時間: | 合計時間:                    | 合計時間: | 66:33      |          |       |

### Type-D
| #         | タイトル                     | 作詞      | 作曲               | 編曲             | 時間  |
| --------- | ---------------------------- | --------- | ------------------ | ---------------- | ----- |
| 1.        | 「Sing Out!」                | 秋元康    | Ryota Saito、TETTA | 野中“まさ”雄一   | 5:25  |
| 2.        | 「滑走路」                   | 秋元康    | CHOCOLATE MIX      | CHOCOLATE MIX    | 4:14  |
| 3.        | 「4番目の光」                | 秋元康    | 杉山勝彦           | 杉山勝彦、谷地学 | 4:10  |
| 4.        | 「Sing Out! off vocal ver.」 |           | Ryota Saito、TETTA | 野中“まさ”雄一   | 5:25  |
| 5.        | 「滑走路 off vocal ver.」    |           | CHOCOLATE MIX      | CHOCOLATE MIX    | 4:14  |
| 6.        | 「4番目の光 off vocal ver.」 |           | 杉山勝彦           | 杉山勝彦、谷地学 | 5:24  |
| 合計時間: | 合計時間:                    | 合計時間: | 合計時間:          | 合計時間:        | 28:52 |

| #         | タイトル                     | 作詞      | 作曲・編曲 | 監督     | 時間  |
| --------- | ---------------------------- | --------- | ---------- | -------- | ----- |
| 1.        | 「Sing Out! Music Video」    |           |            | 池田一真 | 5:30  |
| 2.        | 「4番目の光 Music Video」    |           |            | 月田茂   | 4:41  |
| 3.        | 「しかちゃんの動画（下編）」 |           |            |          | 43:27 |
| 合計時間: | 合計時間:                    | 合計時間: | 53:38      |          |       |

### 通常盤
| #         | タイトル                     | 作詞      | 作曲               | 編曲           | 時間  |
| --------- | ---------------------------- | --------- | ------------------ | -------------- | ----- |
| 1.        | 「Sing Out!」                | 秋元康    | Ryota Saito、TETTA | 野中“まさ”雄一 | 5:25  |
| 2.        | 「滑走路」                   | 秋元康    | CHOCOLATE MIX      | CHOCOLATE MIX  | 4:14  |
| 3.        | 「曖昧」                     | 秋元康    | doubleglass        | doubleglass    | 4:16  |
| 4.        | 「Sing Out! off vocal ver.」 |           | Ryota Saito、TETTA | 野中“まさ”雄一 | 5:25  |
| 5.        | 「滑走路 off vocal ver.」    |           | CHOCOLATE MIX      | CHOCOLATE MIX  | 4:14  |
| 6.        | 「曖昧 off vocal ver.」      |           | doubleglass        | doubleglass    | 5:24  |
| 合計時間: | 合計時間:                    | 合計時間: | 合計時間:          | 合計時間:      | 28:58 |

## 歌唱メンバー

### Sing Out!
（センター：齋藤飛鳥）
- 3列目：井上小百合、佐藤楓、鈴木絢音、岩本蓮加、阪口珠美、渡辺みり愛、伊藤理々杏、新内眞衣[6]
- 2列目：梅澤美波、北野日奈子、秋元真夏、久保史緒里、松村沙友理、星野みなみ、桜井玲香[6]
- 1列目：大園桃子、堀未央奈、生田絵梨花、齋藤飛鳥、白石麻衣、高山一実、与田祐希[6]

選抜メンバーは前作から1名増加し、過去最多となる22名である。福神は「シンクロニシティ」から4作連続で1列目と2列目を合わせた14名が「十四福神」となり、センターポジションは齋藤飛鳥が務める。齋藤は「ジコチューで行こう!」以来2作ぶり、通算4度目のセンター。選抜メンバーの内訳は1期生9名、2期生5名、3期生8名となり、初めて1期生の選抜人数が選抜全体の過半数を割った。阪口珠美と渡辺みり愛が初選抜。岩本蓮加と鈴木絢音は「ジコチューで行こう!」以来2作ぶりに選抜復帰となる。また、休業していた久保史緒里は「シンクロニシティ」以来3作ぶりに選抜および福神復帰、同じく休業していた北野日奈子は「いつかできるから今日できる」以来4作ぶりに選抜復帰し、初の福神メンバー入りを果たした。大園桃子は「ジコチューで行こう!」以来2作ぶり、高山一実は「逃げ水」以来5作ぶりに福神復帰し、高山は「サヨナラの意味」以来7作ぶり2度目となるフロントメンバーに選出された。スケジュール過多により体調面を考慮するため2019年4月13日に公式ブログで本作の活動を休止することを発表していた山下美月と、本作発売前に卒業した、もしくは卒業を発表した衛藤美彩、斉藤優里、西野七瀬、若月佑美以外の16人は前作から引き続き選抜入りした。

### 滑走路
（センター：寺田蘭世）
- 伊藤純奈、佐々木琴子、寺田蘭世、中田花奈、中村麗乃、樋口日奈、向井葉月、山崎怜奈、吉田綾乃クリスティー、和田まあや[11]

アンダーメンバーによる楽曲。アンダーメンバー10名は17thシングル収録「風船は生きている」の12名を下回り過去最少である。

### のような存在
- 齋藤飛鳥、白石麻衣[11]

### Am I Loving?
- 北野日奈子、鈴木絢音、星野みなみ、堀未央奈、渡辺みり愛[11]

### 平行線
（センター: 大園桃子）
- 岩本蓮加、大園桃子、久保史緒里、阪口珠美、与田祐希[11]

### 4番目の光
（センター：遠藤さくら）
- 遠藤さくら、賀喜遥香、掛橋沙耶香、金川紗耶、北川悠理、柴田柚菜、清宮レイ、 田村真佑、筒井あやめ、早川聖来、矢久保美緒[11]

4期生による楽曲。

### 曖昧
（ユニット：からあげ姉妹）
- 生田絵梨花、松村沙友理[11]

12thシングル収録「無表情」以来約4年ぶりとなる、からあげ姉妹による楽曲。